# Тит Квинкций Фламинин (посланик)
Вижте пояснителната страница за други личности с името Тит Квинкций Фламинин.
Тит Квинкций Фламинин (на латински: Titus Quintius Flamininus) е политик на Римската република от род Квинкции.
Син е на консула Тит Квинкций Фламинин I.
През 167 пр.н.е. той е посланик в тричленна група при Котис IV, царя на Тракия. Същата година става авгур.